# Armadillidium amicorum
Armadillidium amicorum is een pissebed uit de familie Armadillidiidae. De wetenschappelijke naam van de soort is voor het eerst geldig gepubliceerd in 1993 door Rodriguez & Vicente.